# سيارات وحشية (فلم)
وحوش الشاحنات (بالإنجليزية: Monster Trucks) هو فلم أكشن يتم إنتاجه في الولايات المتحدة وسيصدر يوم 29 مايو 2015. الفلم من إخراج كريس ويدج وكتابة جوناثان أيبل وغلين بيرجير وديريك كونولي.

## بطولة
- لوكاس تيل
- جين ليفي
- شون بين
- أيمي رايان
- روب لوو

## الممثلون والشخصيات
- لوكاس تيل
- جين ليفي
- شون بين
- أيمي رايان
- روب لوو
- داني غلوفر
- باري بيبر
- هولت مكالاني
- فرانك والي

## روابط خارجية
- وحوش الشاحنات على موقع IMDb (الإنجليزية)
- وحوش الشاحنات على موقع ميتاكريتيك (الإنجليزية)
- وحوش الشاحنات على موقع روتن توميتوز (الإنجليزية)
- وحوش الشاحنات على موقع نتفليكس (الإنجليزية)
- وحوش الشاحنات على موقع قاعدة بيانات الأفلام العربية
- وحوش الشاحنات على موقع ألو سيني (الفرنسية)
- وحوش الشاحنات على موقع Turner Classic Movies (الإنجليزية)
- وحوش الشاحنات على موقع أول موفي (الإنجليزية)
- وحوش الشاحنات على موقع بوكس أوفيس موجو (الإنجليزية)
- وحوش الشاحنات على موقع فيلمافينيتي (الإسبانية)